# Wickliffe (Oklahoma)
Wickliffe – jednostka osadnicza w Stanach Zjednoczonych, w stanie Oklahoma, w hrabstwie Mayes.